# Pia Gilbert
Pia Gilbert (* 1. Juni 1921 in Kippenheim; † 14. Mai 2018) war eine deutsch-amerikanische Komponistin, Dirigentin, Pianistin und Hochschullehrerin.

## Biografie
Pia Gilbert, geb. Wertheimer, wuchs in einem deutsch-jüdischen Elternhaus in Baden auf. Wegen der Machtübernahme durch die Nationalsozialisten entschied sich die Familie 1937 zur Emigration in die USA. Pia Gilbert studierte am „New York College of Music“ und arbeitete als Klavierbegleiterin für Lotte Goslar, Doris Humphrey und andere.
1946 wurde sie an der University of California (UCLA) als Klavierbegleiterin für die Tanzklassen engagiert. An dieser Universität war sie seit 1947 am Aufbau des Studiengangs „Musik für den Tanz“ beteiligt und leitete diesen bis zu ihrer Emeritierung im Jahre 1985.
1956 wurde sie zur Assistent Professor und 1966 zur ordentlichen Professor of Dance berufen. Neben ihrer Lehrtätigkeit wirkte sie als Komponistin und Dirigentin zahlreicher Modern-Dance-Produktionen. Ihre Kompositionen waren zunächst überwiegend als Tanz- und Schauspielmusiken konzipiert, ließen dabei aber zugleich eine Neigung zu experimenteller Kühnheit erkennen. Durch ihre Bekanntschaft mit John Cage wurde ihre Musik seit den 1970er Jahren zunehmend „autonomer“; sie selbst sprach von „Music per se“.
Seit 1986 unterrichtete Pia Gilbert Musikästhetik und -philosophie, Musikgeschichte und Komposition für den Tanz an der Juilliard School in New York.